# چسکز، شهرستان چسزکزنو
چسکز، شهرستان چسزکزنو (به لاتین: Trzęsacz, Choszczno County) یک روستای لهستان در لهستان است که در Gmina Pełczyce واقع شده‌است.

## خصوصیات
چسکز ۱۲۰ نفر جمعیت دارد.